# Cunard Line
Cunard es una línea de cruceros británica, fundada en 1839 por Samuel Cunard, conocida por ganar en numerosas ocasiones la Banda Azul (en inglés: Blue Riband), premio otorgado al barco que hiciera el viaje más rápido a través del océano Atlántico, entre el siglo XIX y mediados del siglo XX.
Entre los años 1840 y 1870, Cunard mantuvo dicha distinción, sin embargo, a partir de la década de 1870, se vio relegada respecto a sus competidoras, principalmente la White Star Line y la Inman Line.
En 1879, para hacer frente a esta competencia, la empresa fue reorganizada como Cunard Steamship Company Ltd. para reunir capital.
La White Star se unió a la International Mercantile Marine Company en 1902. El gobierno británico apoyó a la Cunard con préstamos sustanciales y una subvención con tal de que construyera dos transatlánticos (el RMS Lusitania y el RMS Mauretania) para mantener su posición competitiva.
A finales de los años 1920, Cunard se enfrentó a una competencia nueva, cuando los alemanes, italianos y franceses construyeron grandes transatlánticos. La empresa se vio obligada a suspender la construcción de su nuevo transatlántico, el RMS Queen Mary, debido a las consecuencias económicas derivadas de la Gran Depresión. En 1934, el gobierno británico ofreció préstamos a Cunard para terminar el Queen Mary y para construir un segundo barco, el RMS Queen Elizabeth, con la condición de que Cunard se fusionara con la White Star, formando la Cunard White Star Line.
Cunard era dueña de dos tercios de la nueva compañía hasta 1947, cuando compró la parte que correspondía a la White Star, absorbiendo definitivamente a esta última; y tras la disolución de la empresa en 1949, volvió a utilizar su nombre original.
Cunard intentó manejar los servicios aéreos a América del Norte, el Caribe y América del Sur mediante la formación de BOAC-Cunard Ltd. en 1962 con la British Overseas Airways Corporation, la cual se disolvió en 1966.
En 1969, el RMS Queen Elizabeth 2 entró en servicio, y reemplazó al Queen Mary y al Queen Elizabeth en los viajes transoceánicos.
En 1998, Cunard fue adquirida por Carnival Corporation & PLC, y en 2004 entró en servicio el RMS Queen Mary 2, que reemplazó al Queen Elizabeth 2 en la travesía del Atlántico. Actualmente, la Cunard Line también opera tres buques de crucero, dos clase Vista: el (MS Queen Victoria y el MS Queen Elizabeth),y un tercero de la Clase Pinnacle, el MS Queen Anne, teniendo sus principales sedes en Santa Clarita, California (Estados Unidos) y en Southampton (Reino Unido).

## Historia

### 1840-1911

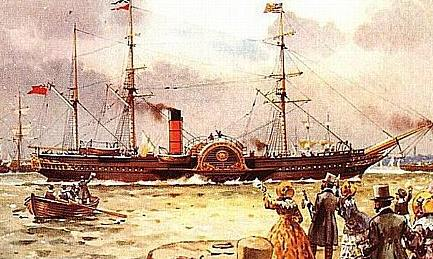
El en 1840.

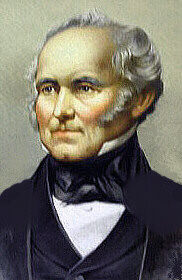
Samuel Cunard.

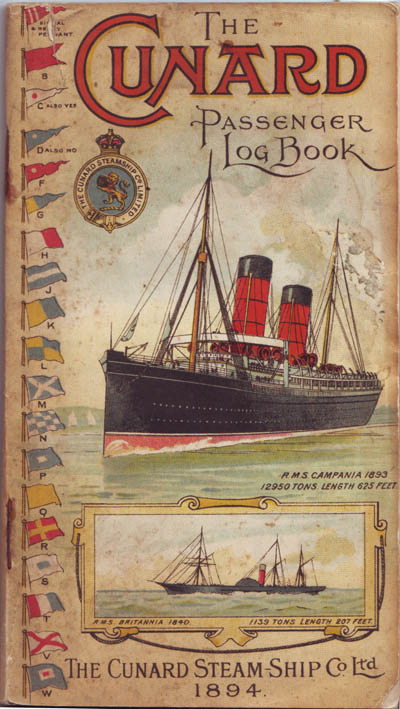
Manual de Cunard para los pasajeros de los barcos y (1894).

La Cunard Line fue fundada en 1838 por el magnate Samuel Cunard, nativo de Halifax, Nueva Escocia, Canadá junto con los británicos Robert Napier, James Donaldson, Sir George Burns y David Mac Iver con el nombre de British and North American Royal Mail Steam Packet Company.
La empresa se hizo conocida rápidamente y firmó un contrato para hacer viajes desde el Reino Unido a Estados Unidos - obteniendo el título RMS (Royal Mail Ship) para anteponer a los nombres de sus barcos-. Más tarde, la compañía cambió su nombre a Cunard Steamships Ltd.

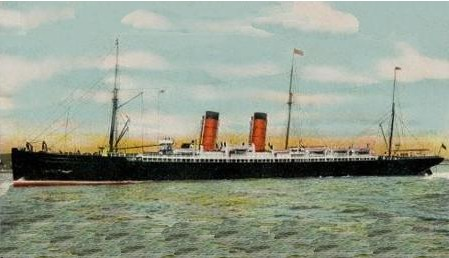
El en 1885 (7700 TRB)

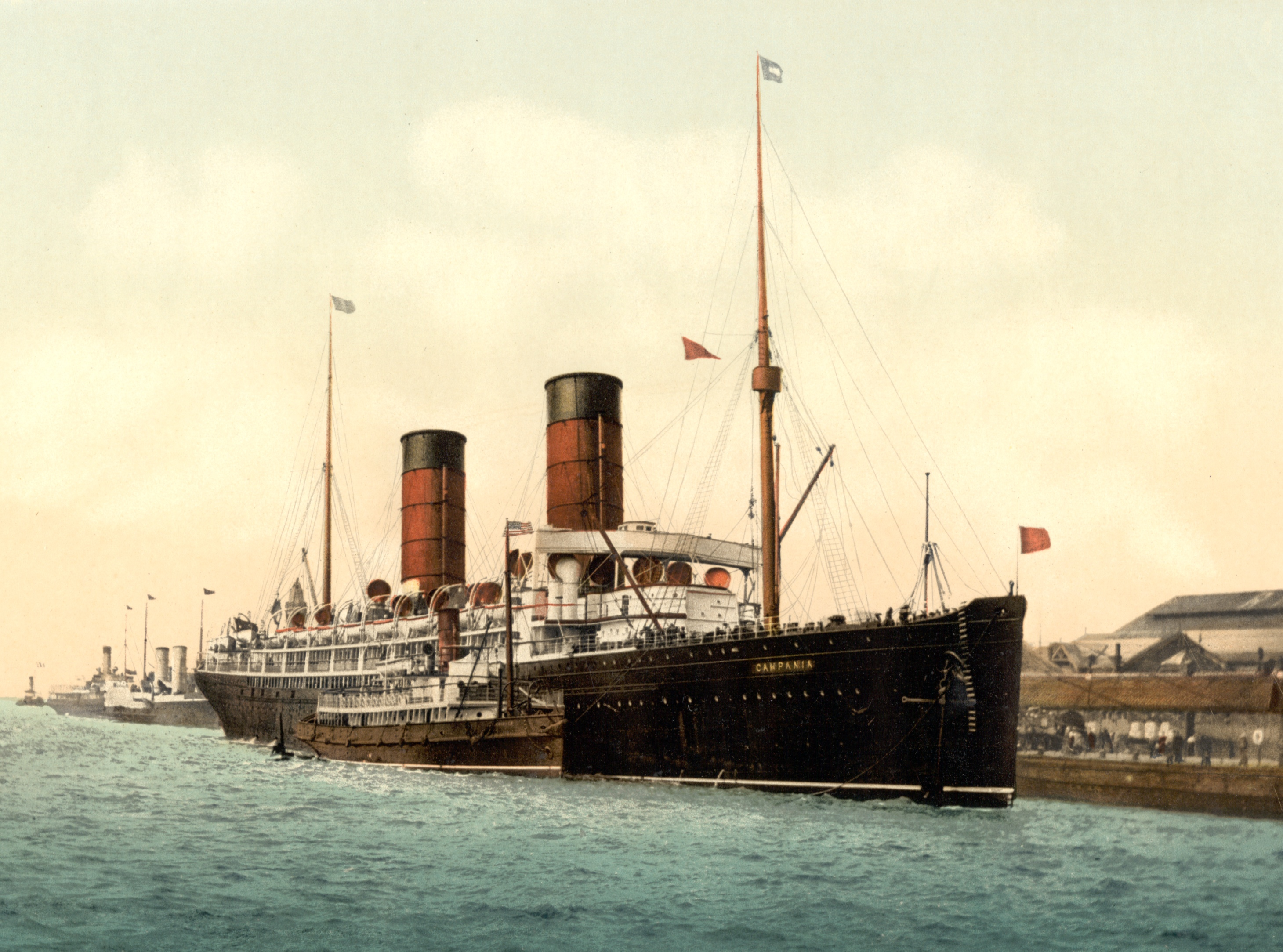
El en 1893 (12900 TRB).

En mayo de 1840 el barco de 648 toneladas SS Unicorn, se convirtió en el primer barco a vapor de la compañía, y a su vez, realizó el primer viaje transatlántico de la misma. Bajo la dirección del capitán Douglas, llevó 24 pasajeros, incluido Edward Cunard (hijo de Samuel) en un viaje de 14 días a una velocidad de 8 nudos, cumpliendo el tratado de cruzar en una quincena. El primer viaje con pasajeros y oficiales como un viaje común se realizó con el RMS Britannia, el primer barco contratado por la compañía. El 4 de julio de 1840, este barco viajó desde Liverpool hasta Halifax, llegando en 12 días para luego ir a Boston llegando en 2 días y 8 horas.
Cuando Samuel Cunard murió en 1865, el igualmente conservador Charles MacIver asumió el papel en la compañía. La firma retuvo sus reticencias a los cambios, y fue adelantada por otras navieras más dispuestas a adoptar nuevas tecnologías.
No obstante, bajo la dirección de John Burns, hijo de uno de los fundadores originales, Cunard encargó la construcción de cuatro nuevos y modernos barcos, comenzando con el Servia en 1881, el primer barco de pasajeros en contar con servicio eléctrico en todo el buque.
A mediados de la década de 1880, los barcos RMS Etruria y RMS Umbria fueron los últimos de Cunard en contar con velas auxiliares. Ambos barcos fueron innovadores para los estándares de su tiempo y eran los más grandes en servicio, realizando el servicio regular entre Liverpool y Nueva York.
A principios de la década de 1890, Cunard introdujo dos nuevos barcos, el RMS Campania y el RMS Lucania. Prácticamente idénticos en diseño y dimensiones, ambos se convirtieron en los buque de pasajeros más grandes y rápidos del mundo en el momento de su entrada en servicio. Cruzaban el océano Atlántico en menos de seis días, y ambos se hicieron con la prestigiosa Banda Azul, que premiaba la travesía más rápida a través del Atlántico. El Lucania mantuvo dicho galardón hasta 1898.
A finales del siglo XIX, se aceleró el crecimiento en el comercio transatlántico entre Europa y Estados Unidos. En 1897, el buque alemán SS Kaiser Wilhelm der Grosse se convirtió en el barco más grande y rápido del mundo. Con una velocidad cercana a los 22 nudos, se hizo con la Banda Azul frente al Campania y el Lucania de Cunard. Alemania pasó así a dominar el comercio de pasajeros en el océano Atlántico. En 1906 disponían de 5 buques transatlánticos de cuatro chimeneas en servicio, cuatro de ellos propiedad de la compañía Norddeutscher Lloyd, siendo conocidos como los barcos de la "clase Kaiser". Por la misma época, la compañía International Mercantile Marine Co., del financiero norteamericano J. P. Morgan, estaba tratando de monopolizar el comercio de pasajeros, habiendo adquirido una de las principales líneas navieras transatlánticas del Reino Unido, la White Star Line. A principios de siglo, esta compañía había obtenido también gran popularidad con sus nuevos barcos: el RMS Celtic (1901), RMS Cedric (1902), RMS Baltic (1903) y el RMS Adriatic (1906).
En vista de estos acontecimientos, la Cunard Line estaba determinada a retomar su prestigio. En 1902, alcanzó un acuerdo con el gobierno británico para construir dos nuevos transatlánticos, el RMS Lusitania y el RMS Mauretania, diseñados por el arquitecto naval Leonard Peskett, y con una velocidad de crucero cercana a los 24 nudos. El gobierno estaba dispuesto a prestar una elevada suma de dinero para financiar la construcción, bajo la condición de que ambos barcos pudieran ser reconvertidos en cruceros armados en caso de ser necesario.
El Lusitania contaba con 239 m de eslora, un tonelaje de 31.550 t y una manga de 26 m. Podía desarrollar una velocidad máxima de 25-26 nudos; fue botado el 7 de junio de 1906 en Glasgow. El Mauretania fue construido por los astilleros Swan Hunter & Wigham Richardson en Wallsend, Tyne y Wear. Fue botado el 20 de septiembre de 1906.

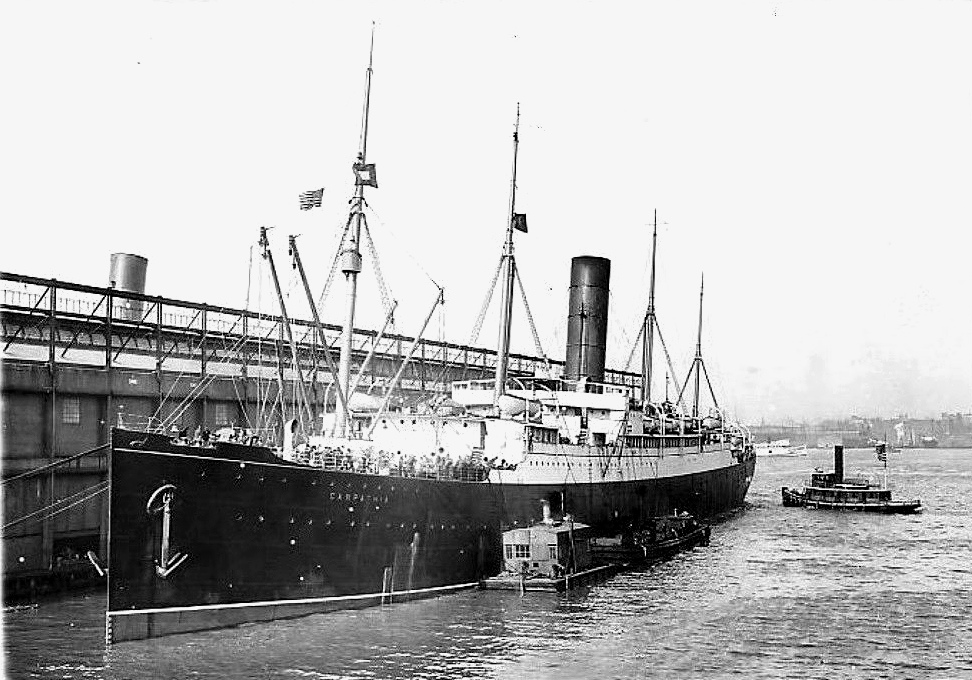
El RMS Carpathia en 1901 (13555 TRB). Este barco es famoso por haber sido el primero en acudir al rescate de los supervivientes del RMS Titanic, tras su hundimiento en abril de 1912.

El RMS Lusitania se diferenciaba del RMS Mauretania por poseer 400 t menos de desplazamiento, tener tumbonas de cubierta, ventiladores cilíndricos (en vez de los tradicionales) y un castillo de proa más corto, entre otros detalles.
Equipados con el máximo lujo posible, se convirtieron en un referente que desafiaba a las otras navieras de la competencia.

### 1911-1935

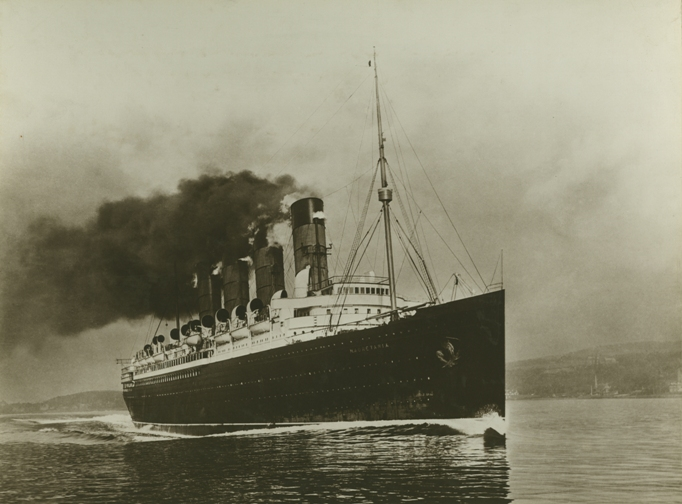
El RMS Mauretania en 1907 (31950 TRB).

En 1911 White Star Line construye el barco más grande del mundo de la época, el RMS Olympic, el cual fue inspirado en el diseño del Lusitania y el Mauretania. Más tarde se construirían el RMS Titanic y el HMHS Britannic.
Tanto la White Star como la Hamburg America Line ordenaron un trío de transatlánticos. La barcos de la clase Olympic alcanzaban los 21,5 nudos (39,8 km / h) y los de la clase Imperator alcanzaban los 22,5 nudos (41,7 km / h). Ambos eran más grandes y más lujosos que los barcos de Cunard Line, pero no más rápidos. Cunard ordenó un nuevo barco, el RMS Aquitania, capaz de alcanzar 24 nudos (44,4 km / h).
Tanto el hundimiento del RMS Titanic durante su viaje inaugural, como la pérdida y hundimientos del Britannic (de la White Star) y el RMS Lusitania durante la Primera Guerra Mundial, evitaron la competencia esperada.
La Cunard Line se enfrentó a muchos competidores de Gran Bretaña, Francia, Estados Unidos y Alemania, pero sobrevivió a todos. Esto se debió principalmente a la prioridad que tenía la compañía por la seguridad de los barcos. En esos tiempos los barcos de la Cunard Line no eran los más grandes, pero sí los más rápidos, ganándose su reputación por ser fiables y seguros.
Debido a las pérdidas de la Primera Guerra Mundial, Cunard inició un programa de reconstrucción para once barcos intermedios. En 1919 Cunard adquirió el SS Imperator (renombrándolo como RMS Berengaria) para reemplazar la pérdida del Lusitania y unirlo al servicio junto al Mauretania y al Aquitania.
El Mauretania se convirtió en el favorito de los pasajeros a causa del lujo, la velocidad y la seguridad que el navío proporcionaba. Ganó la preciada Banda Azul en 1920 en el sentido oeste; siéndole arrebatada por el SS Bremen en 1929.
Entre 1914 y 1918, la Cunard Line construyó sus sedes principales en Europa, en Liverpool.

### Cunard White Star (1935-1950)

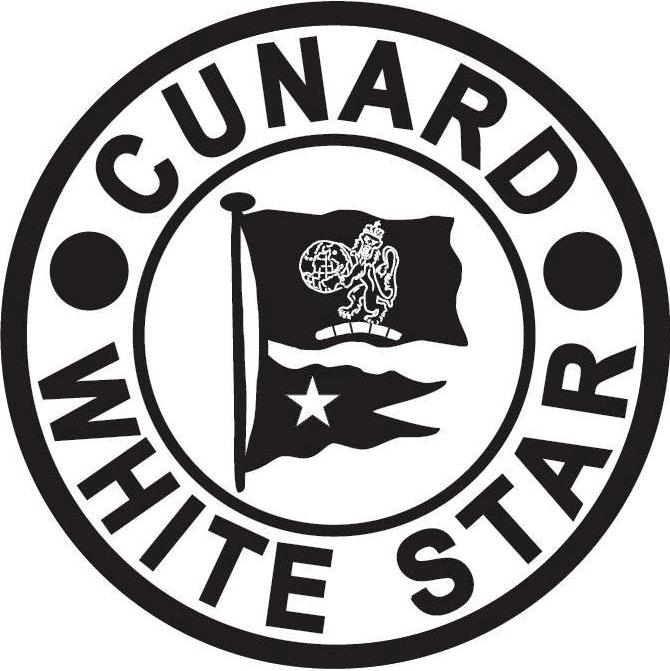
Cunard White Star logo

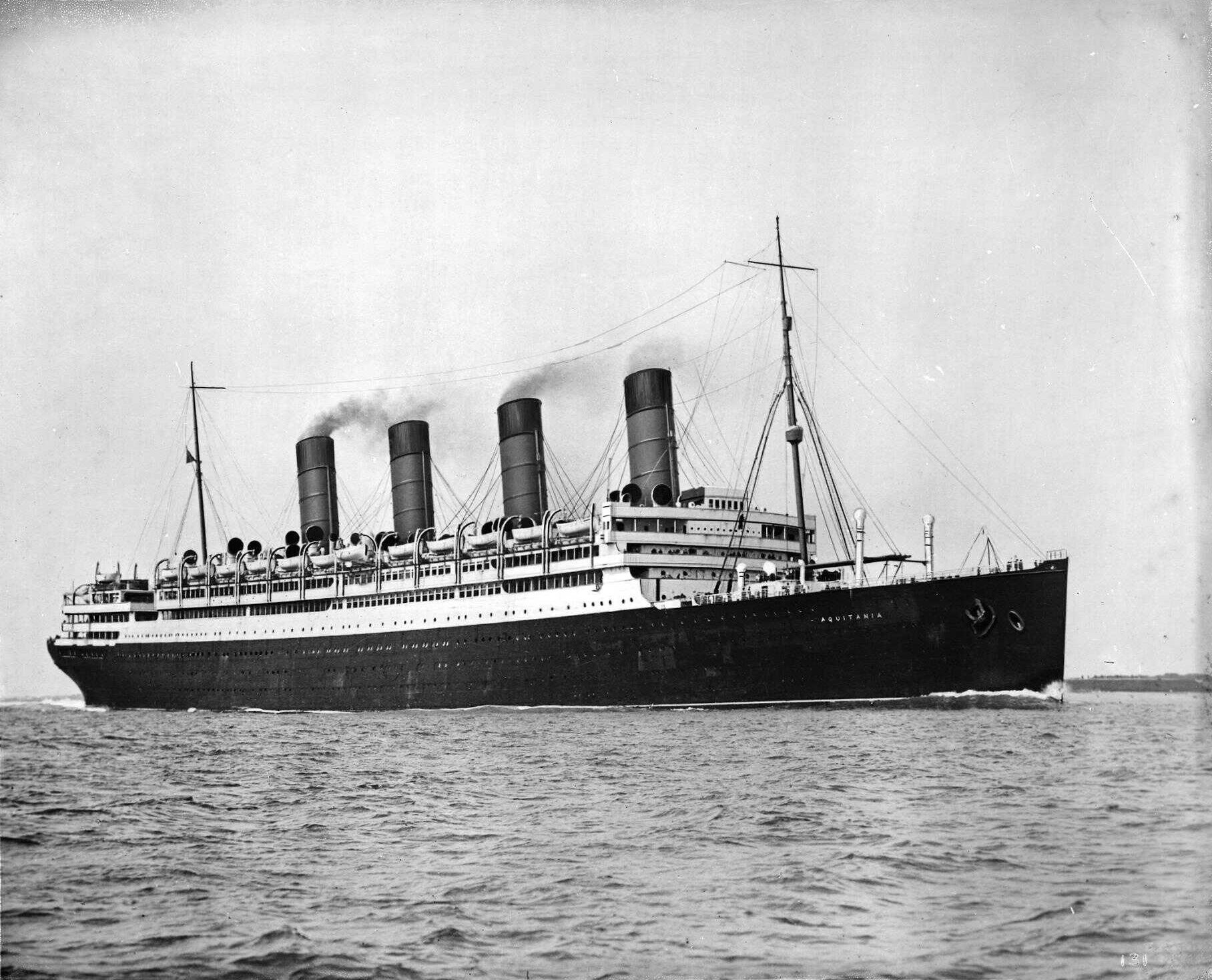
RMS Aquitania de 1914 (45647 TRB)

En 1933 Cunard Line y White Star Line estaban en graves dificultades financieras debido a la Gran Depresión, la caída del número de pasajeros y la avanzada edad de sus flotas. El nuevo proyecto de Cunard para construir un gran transatlántico, el RMS Queen Mary, se había detenido para ahorrar dinero. En 1933 el gobierno británico accedió a prestar asistencia a las dos compañías con la condición de que se fusionaran. El acuerdo se completó el 30 de diciembre de 1933.
La "Cunard White Star Ltd" fue creada el 10 de mayo de 1934, White Star Line contribuyó con 10 barcos a la nueva empresa, mientras que Cunard con 15. Un año después de esta fusión, el RMS Olympic, el último de su clase, fue retirado; al igual que el RMS Mauretania.
En 1936 se unió a la flota de Cunard el RMS Queen Mary, el cual fue un gran desafío para la compañía con el fin de sustituir al Mauretania, era el barco más grande y el más rápido (hasta 1948).
La imponente nave de 312 m de eslora y 36,14 m de manga desplazaba un total de 81.237 toneladas de registro bruto, propulsadas por 16 turbinas a vapor que generaban 160 mil caballos de potencia en sus cuatro ejes, lo que le proporcionaba una velocidad de 30 nudos. La nave contaba con 776 camarotes de primera clase, 784 de clase turista y 579 de 3.ª clase. El viaje inaugural, cubriendo la ruta Southampton-Cherburgo-Nueva York, fue pautado para el 27 de mayo. Pese a lo que se pensaba, no pudo quebrar el récord de la ruta, debido al mal tiempo reinante. Luego de este primer viaje, permaneció en dique seco todo el mes de julio mientras se hacían ajustes en las turbinas y los ejes de las cuatro hélices. Al reanudar la navegación, el Queen Mary quebró el récord de velocidad y le arrebató la Banda Azul al Normandie.
La repatriación del RMS Queen Mary después de su servicio transportando tropas en la Segunda Guerra Mundial concluyó el 27 de septiembre de 1946, cuando fue entregado a sus dueños. Había viajado 600 mil millas y transportado más de 800 mil personas. Fue rehabilitado y reequipado nuevamente como trasatlántico en Southampton, donde se le montaron nuevas turbinas, sistemas nuevos de navegación y aire acondicionado.
Para 1940 el nuevo Queen Elizabeth se había puesto en servicio, imponiéndose en el mercado.
Entre 1939 y 1945 el Queen Mary y el Queen Elizabeth transportaron a más de dos millones de soldados. Los cuatro de los grandes transatlánticos de Cunard, los dos Queen, el Aquitania y el Mauretania sobrevivieron, pero muchas de las naves secundarias se perdieron. Tanto el RMS Lancastria como el RMS Laconia fueron hundidos con grandes pérdidas de vidas.
En 1947, Cunard adquirió el 38% de la Cunard White Star que aún no poseía, y el 31 de diciembre de 1949 adquirió los activos y operaciones de Cunard White Star, y volvió a usar el nombre de "Cunard".

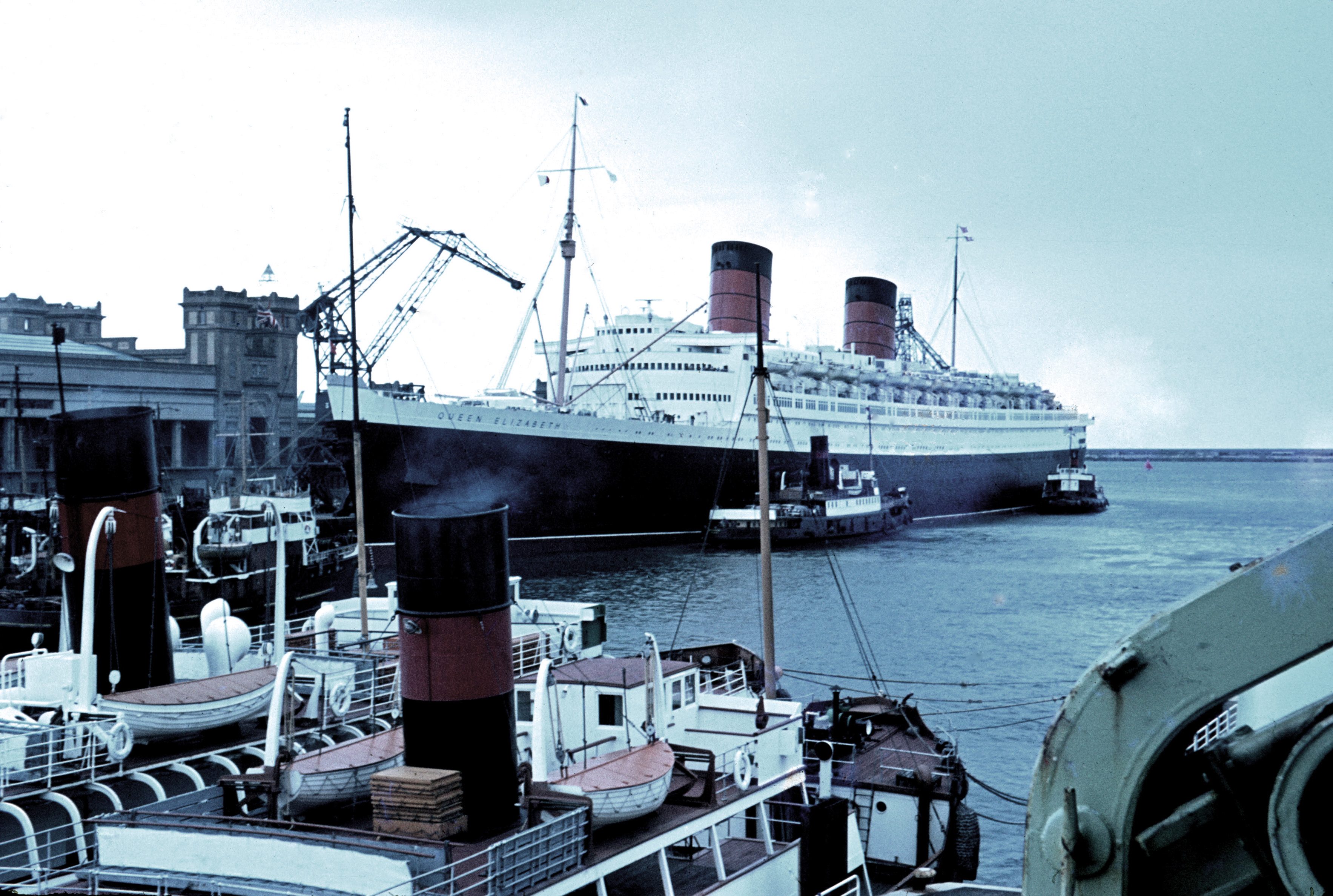
El en Cherburgo, en 1966.

### 1950-1971

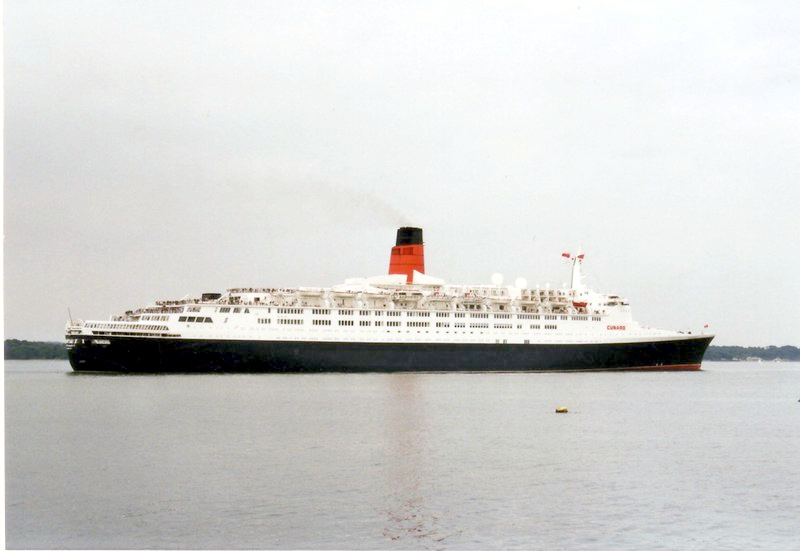
El (70.300 TRB) fue uno de los barcos emblemáticos de Cunard.

Por más de un siglo y medio, la Cunard Line dominó el transporte de pasajeros y fue una de las más importantes empresas, con la mayoría de sus barcos construidos en el astillero de John Brown en Clydebank, Escocia. También jugó papeles importantes en el desarrollo de la economía mundial y participó en la mayoría de las guerras en las que participó Gran Bretaña, desde la Guerra de Crimea hasta la Guerra de las Malvinas, donde el barco portacontenedores de la Cunard Line Atlantic Conveyor fue hundido por un misil Exocet.
La compañía empezó a decaer en la década de 1950, cuando los vuelos aéreos empezaron a sustituir a los barcos en el transporte de pasajeros a través del Atlántico. La Cunard Line trató en 1962, de fusionarse y crear la BOAC-Cunard Ltd. con la British Overseas Airways Corporation para operar servicios de vuelo hacia América del Norte, el Caribe y América del Sur. Ésta fusión se disolvió en 1966.
En 1960, un comité de gobierno recomendó la construcción de un nuevo transatlántico de 75.000 toneladas de registro bruto para reemplazar al Queen Mary. Finalmente en 1969, el nuevo RMS Queen Elizabeth 2 (también conocido como QE2) entró en operación. El Mauretania de 1938 fue retirado en 1965, el Queen Mary y el Caronia en 1967 y el Queen Elizabeth en 1968.
El viaje inaugural del Queen Elizabeth 2 fue el 2 de mayo de 1969 de Southampton a Nueva York. El 18 de junio de 2007 se anunció de forma inesperada por Cunard, que el QE2 había sido comprado por la compañía de inversión de Dubái Istithmar, por 100 millones de dólares.

### 1971-1998
En 1971, Cunard Line fue adquirida por la compañía industrial británica Trafalgar House que tuvo la línea hasta que esta fue absorbida por Kvaerner en 1996.
En 1983, Cunard Line tomó bajo su responsabilidad a la línea de cruceros de lujo Norwegian America Line y en 1994, de otra compañía de lujo, la Royal Viking Line.
Cunard informó una pérdida de US$25 millones en 1995.
Durante gran parte y fines del siglo XX y de los primeros años del XXI el único barco de la compañía que hizo viajes transatlánticos fue el Queen Elizabeth 2. A partir de 2004 el barco fue limitándose a los servicios de crucero (en su mayoría del Reino Unido) y al crucero anual por el mundo, mientras que la ruta transatlántica fue absorbida por el nuevo Queen Mary 2 (también conocido como QM2), el primer trasatlántico construido con la mayor capacidad de pasajeros en cualquier tipo de buque jamás construido. En 2006, el barco perdió el récord de la mayor capacidad de pasajeros a manos del Freedom of the Seas, aunque sigue siendo el transatlántico más grande del mundo, ya que este no es un transatlántico.

### 1998-presente

El Queen Mary 2 de 2004 (150000 TRB) en Hamburgo (2006).

En 1998, Cunard Line se convirtió en una de las líneas adquiridas por Carnival Corporation, actual Carnival Corporation & PLC.
En diciembre de 1998, Cunard dio a conocer detalles del Proyecto Queen Mary, el complemento del Queen Elizabeth 2. Cunard continuó sólo con el QE2 y el Caronia.
En 2004, el Queen Elizabeth 2 a sus 36 años, fue sustituido en el Atlántico Norte por el Queen Mary 2. El Caronia se vendió. El Queen Mary 2 fue bautizado por la Reina Isabel II del Reino Unido.
El 1 de enero de 2005, el negocio, las responsabilidades y los recursos de Cunard Line Ltd. fueron trasladados a Carnival Corporation & PLC, para poner fin a la Cunard Line como una entidad de negocios.

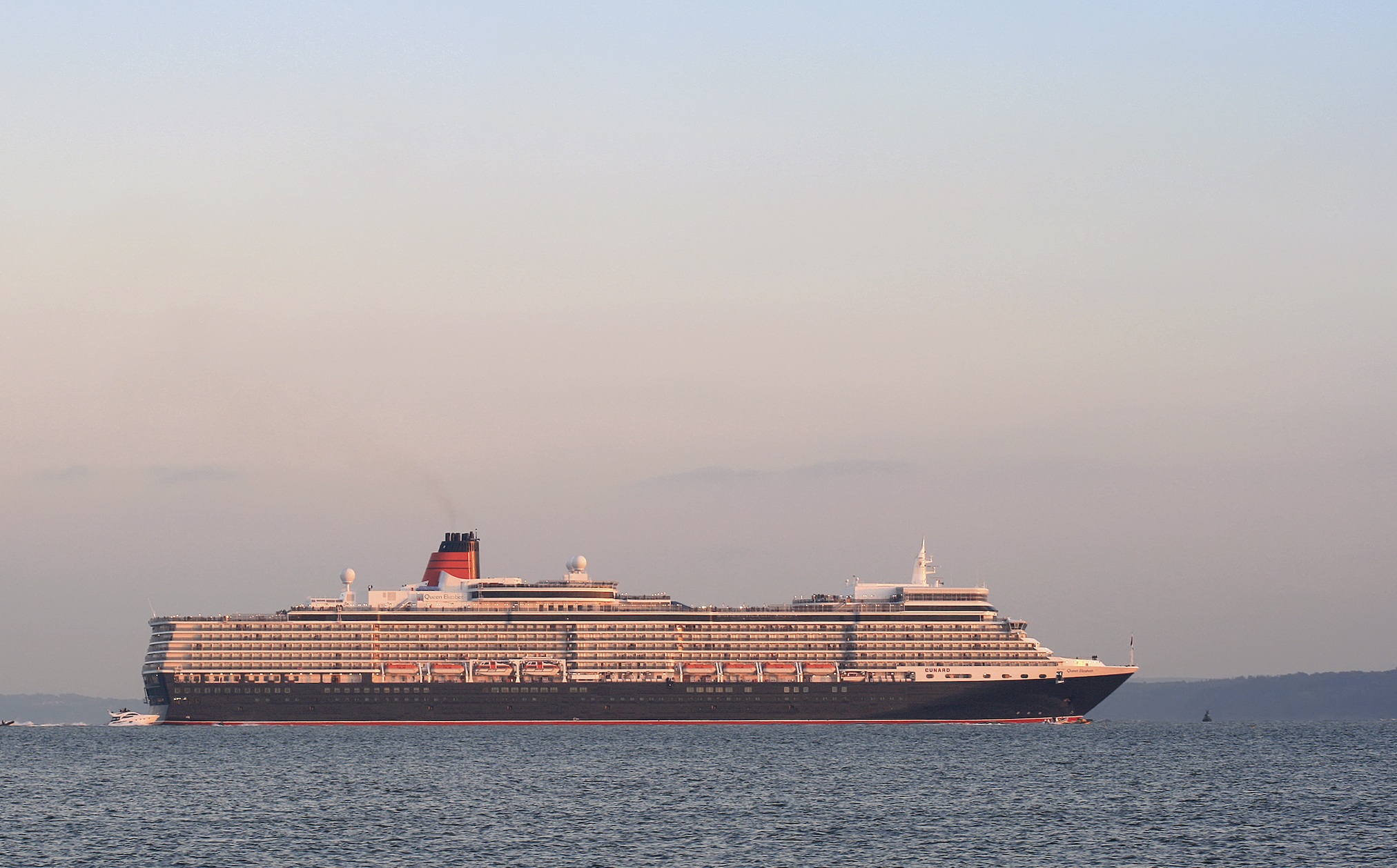
El Queen Elizabeth saliendo de Southampton en su viaje inaugural el 12 de octubre de 2010

En 2007, Cunard añadió a su flota un crucero, el Queen Victoria. No es un barco gemelo para el Queen Mary 2, siendo ordenado inicialmente por Carnival como un crucero de la clase Vista para la Holland America Line. Para reforzar las tradiciones de Cunard, el Queen Victoria tiene un pequeño museo a bordo.
Cunard en 2007 ordenó un segundo barco clase Vista, el Queen Elizabeth, cuyo viaje inaugural inició el 12 de octubre de 2010, partiendo de Southampton, Reino Unido. Fue construido (al igual que el Queen Victoria) por Fincantieri en su astillero de Monfalcone. Su diseño ha sido modificado de los anteriores barcos de la clase Vista, lo que significa que es ligeramente mayor que el Queen Victoria, en gran parte debido a su popa más vertical. Puede transportar hasta 2,092 pasajeros. Al igual que el Queen Mary 2, el Queen Elizabeth fue bautizado por la Reina Isabel II el 11 de octubre de 2010 en la Ocean Terminal en Southampton.
Entre sus barcos más conocidos destacan el RMS Carpathia, el barco que fue en ayuda del Titanic. El RMS Lusitania, el RMS Mauretania y el RMS Queen Mary que en su época fueron los más grandes y veloces, como también los más populares de la compañía.
Cuando estalló la pandemia de COVID-19 en marzo de 2020, Cunard interrumpió tres cruceros alrededor del mundo y los pasajeros regresaron a casa en avión.
La bandera de la White Star Line se iza en todos los barcos actuales de Cunard y en el Nomadic cada 15 de abril en memoria del desastre del Titanic.
El nuevo barco Queen Anne fue entregado a Cunard el 19 de abril de 2024, el primer barco nuevo para la línea en más de 14 años. Llegó a Southampton el 30 de abril de 2024. El barco partió en su crucero inaugural desde Southampton a las Islas Canarias el 3 de mayo de 2024, y será bautizado oficialmente en Liverpool en junio.

## Barcos de Cunard Line

### 1840–1865
| Barco      | Construcción | Años de servicio para Cunard | Tonelaje | Imagen |
| ---------- | ------------ | ---------------------------- | -------- | ------ |
| Unicorn    | 1836         | 1840–1846                    | 650 TRB  |        |
| Britannia  | 1840         | 1840-1849                    | 1150 TRB |        |
| Acadia     | 1840         | 1840–1849                    | 1150 TRB |        |
| Caledonia  | 1840         | 1840–1850                    | 1150 TRB |        |
| Columbia   | 1841         | 1841–1843                    | 1150 TRB |        |
| Hibernia   | 1843         | 1843–1850                    | 1400 TRB |        |
| Cambria    | 1845         | 1845–1860                    | 1400 TRB |        |
| America    | 1848         | 1848–1863                    | 1850 TRB |        |
| Niagara    | 1848         | 1848–1866                    | 1850 TRB |        |
| Europa     | 1848         | 1848–1867                    | 1850 TRB |        |
| Canada     | 1848         | 1848–1866                    | 1850 TRB |        |
| Asia       | 1850         | 1850–1868                    | 2250 TRB |        |
| Africa     | 1850         | 1850–1868                    | 2250 TRB |        |
| Arabia     | 1852         | 1852–1864                    | 2400 TRB |        |
| Andes      | 1852         | 1852–1859                    | 1400 TRB |        |
| Alps       | 1853         | 1853–1859                    | 1400 TRB |        |
| Jura       | 1854         | 1854–1860                    | 2200 TRB |        |
| Etna       | 1855         | 1855–1860                    | 2200 TRB |        |
| Persia     | 1856         | 1856–1869                    | 3300 TRB |        |
| Australian | 1857         | 1860–1876                    | 2700 TRB |        |
| Sidon      | 1861         | 1861–1885                    | 1872 TRB |        |
| China      | 1862         | 1862–1880                    | 2550 TRB |        |
| Scotia     | 1862         | 1864–1878                    | 3850 TRB |        |
| Cuba       | 1864         | 1865–1876                    | 2700 TRB |        |
| Java       | 1865         | 1865–1879                    | 2700 TRB |        |

### 1865–1897
| Barco      | Construcción | Años de servicio para Cunard | Tonelaje  | Imagen |
| ---------- | ------------ | ---------------------------- | --------- | ------ |
| Russia     | 1867         | 1867–1880                    | 2950 TRB  |        |
| Siberia    | 1867         | 1867–1880                    | 2550 TRB  |        |
| Samaria    | 1868         | 1868–1892                    | 2550 TRB  |        |
| Batavia    | 1870         | 1870–1884                    | 2550 TRB  |        |
| Abyssinia  | 1870         | 1870-1880                    | 3250 TRB  |        |
| Algeria    | 1870         | 1870–1881                    | 3250 TRB  |        |
| Parthia    | 1870         | 1870–1884                    | 3150 TRB  |        |
| Bothnia    | 1874         | 1874–1898                    | 4550 TRB  |        |
| Scythia    | 1875         | 1875–1899                    | 4550 TRB  |        |
| Gallia     | 1879         | 1879–1897                    | 4800 TRB  |        |
| Cathalonia | 1881         | 1881–1901                    | 4850 TRB  |        |
| Cephalonia | 1882         | 1882–1900                    | 5500 TRB  |        |
| Pavonia    | 1882         | 1882–1900                    | 5500 TRB  |        |
| Servia     | 1881         | 1881-1902                    | 7400 TRB  |        |
| Aurania    | 1883         | 1883–1905                    | 7250 TRB  |        |
| Oregon     | 1883         | 1884–1886                    | 7400 TRB  |        |
| Umbria     | 1884         | 1884–1910                    | 7700 TRB  |        |
| Etruria    | 1884         | 1884–1910                    | 7700 TRB  |        |
| Campania   | 1893         | 1893–1914                    | 18450 TRB |        |
| Lucania    | 1893         | 1893–1909                    | 12900 TRB |        |

### 1897–1929
| Barco      | Construcción | Años de servicio para Cunard | Tonelaje   | Imagen |
| ---------- | ------------ | ---------------------------- | ---------- | ------ |
| Ultonia    | 1899         | 1899–1917                    | 10400 TRB  |        |
| Ivernia    | 1900         | 1900–1917                    | 14250 TRB  |        |
| Albania    | 1900         | 1911–1912                    | 7650 TRB   |        |
| Saxonia    | 1900         | 1900–1925                    | 14250 TRB  |        |
| Slavonia   | 1903         | 1903–1909                    | 10.606 TRB |        |
| Carpathia  | 1903         | 1903–1918                    | 13600 TRB  |        |
| Caronia    | 1905         | 1905–1932                    | 19650 TRB  |        |
| Carmania   | 1905         | 1905–1932                    | 19650 TRB  |        |
| Lusitania  | 1907         | 1907–1915                    | 31550 TRB  |        |
| Mauretania | 1907         | 1907–1934                    | 31950 TRB  |        |
| Franconia  | 1911         | 1911–1916                    | 18100 TRB  |        |
| Ascania    | 1911         | 1911–1918                    | 9100 TRB   |        |
| Laconia    | 1912         | 1912–1917                    | 18100 TRB  |        |
| Andania    | 1913         | 1913–1918                    | 13400 TRB  |        |
| Alaunia    | 1913         | 1913–1916                    | 13400 TRB  |        |
| Aquitania  | 1914         | 1914–1950                    | 45650 TRB  |        |
| Orduna     | 1914         | 1914–1921                    | 15700 TRB  |        |
| Aurania    | 1916         | 1916–1918                    | 13400 TRB  |        |
| Albania    | 1920         | 1920–1930                    | 12750 TRB  |        |
| Berengaria | 1913         | 1921–1938                    | 51950 TRB  |        |
| Scythia    | 1921         | 1921–1958                    | 19700 TRB  |        |
| Andania    | 1921         | 1921–1940                    | 13900 TRB  |        |
| Samaria    | 1922         | 1922–1955                    | 19700 TRB  |        |
| Laconia    | 1922         | 1922–1942                    | 19700 TRB  |        |
| Antonia    | 1922         | 1922–1942                    | 13900 TRB  |        |
| Ausonia    | 1922         | 1922–1942                    | 13900 TRB  |        |
| Lancastria | 1922         | 1922–1940                    | 16250 TRB  |        |
| Franconia  | 1923         | 1923–1956                    | 20200 TRB  |        |
| Aurania    | 1924         | 1924–1942                    | 14000 TRB  |        |
| Carinthia  | 1925         | 1925–1940                    | 20200 TRB  |        |
| Ascania    | 1925         | 1925–1956                    | 14000 TRB  |        |
| Alaunia    | 1925         | 1925–1942                    | 14000 TRB  |        |

### 1929–presente
| Barco               | Construcción | Años de servicio para Cunard | Tonelaje            | Imagen |
| ------------------- | ------------ | ---------------------------- | ------------------- | ------ |
| Queen Mary          | 1936         | 1936–1967                    | 80750 TRB           |        |
| Mauretania          | 1939         | 1939–1965                    | 37750 TRB           |        |
| Queen Elizabeth     | 1940         | 1940–1968                    | 83650 TRB           |        |
| Media               | 1947         | 1947–1961                    | 13350 TRB           |        |
| Parthia             | 1947         | 1947–1961                    | 13350 TRB           |        |
| Caronia             | 1948         | 1949–1968                    | 34200 TRB           |        |
| Britannic           | 1929         | 1950–1956                    | 26943 TRB           |        |
| Georgic             | 1932         | 1950–1960                    | 27759 TRB           |        |
| Saxonia (Carmania)  | 1954         | 1954-1962 1962-1973          | 21637 TRB 21370 TRB |        |
| Ivernia (Franconia) | 1955         | 1955-1963 1963-1973          | 21800 TRB           |        |
| Carinthia           | 1956         | 1956–1968                    | 21800 TRB           |        |
| Sylvania            | 1957         | 1957–1968                    | 21800 TRB           |        |
| Queen Elizabeth 2   | 1969         | 1969–2008                    | 70300 TRB           |        |
| Cunard Adventurer   | 1971         | 1971–1977                    | 14150 TRB           |        |
| Cunard Ambassador   | 1972         | 1972–1974                    | 14150 TRB           |        |
| Cunard Countess     | 1975         | 1976–1996                    | 17500 TRB           |        |
| Cunard Princess     | 1975         | 1977–1995                    | 17500 TRB           |        |
| Sagafjord           | 1965         | 1983–1997                    | 24500 TRB           |        |
| Vistafjord Caronia  | 1973         | 1983-1999 1999-2004          | 24300 TRB           |        |
| Sea Goddess I       | 1984         | 1986–1998                    | 4333 TRB            |        |
| Sea Goddess II      | 1985         | 1986–1998                    | 4333 TRB            |        |
| Royal Viking Sun    | 1988         | 1994–1999                    | 37850 TRB           |        |
| Queen Mary 2        | 2004         | 2004–presente                | 150000 TRB          |        |
| Queen Victoria      | 2007         | 2007–presente                | 90000 TRB           |        |
| Queen Elizabeth     | 2010         | 2010–presente                | 92000 TRB           |        |
| Queen Anne          | 2024         | 2024                         | 142000 TRB          |        |